# イ・モーディ
イ・モーディ(I Modi)（別名「16の愉しみ」）は、イタリア・ルネサンス  (Italian Renaissance)  期の、有名でありながら本物が失われた性愛芸術  (erotic art)  の本である。

## オリジナルの版
オリジナルの版は、銅版画家のマルカントニオ・ライモンディ  (Marcantonio Raimondi)  によって制作された。
（彼の16枚の性交体位図は、ジュリオ・ロマーノがマントヴァに新しく建てられるフェデリーコ2世・ゴンザーガの宮殿パラッツォ・デル・テの建築家の立場で制作した一連の性愛図に基づいている。 ）
版画は1524年にライモンディによって発表されたが、ローマ教皇クレメンス7世によるライモンディの投獄と銅版画の複製品すべての破壊の原因となった（ロマーノは、それらの制作に取り組む間、詩人ピエトロ・アレティーノが原版の絵を調べに来るまで、版画のことを知らなかった。そして彼はその後追訴されることはなかった――ライモンディとは異なる――ロマーノの絵は一般の人々に提供することが目的ではなかった）。
アレティーノはそれから、銅版画を解説するための16篇の露骨なソネット『ソネッティ・ルッスリオーシ・ディ・ピエトロ・アレティーノ』を書いた。またライモンディを刑務所から釈放させた。
イ・モーディはその後、1527年に2度目が出版され、その時は、詩と絵画が一緒であった。歴代の教皇が再三すべての複写品を押収したにもかかわらず再現することができた性愛を扱ったテキストとイメージが初めて組み合わされた。ライモンディは、このときには投獄を免れたが、両方の出来事に対する弾圧は広範囲に行われた。大英博物館にあるわずかな数の断片を除き、残存し得たオリジナルの版はない。そして、おそらく違法に模写された姿勢「1.A」の2組の模写木版画に荒っぽい描写で模写されており、1550年にヴェニスで印刷された、16の姿勢のうち15の姿勢を収録し当時の何編かの文章とともに装幀されたものが、1920年代に発見された。
現在ライモンディのオリジナル作品はおそらく失なわれたにもかかわらず、1550年の木版およびカラッチ版と呼ばれる印刷物（下記参照）の両方が、存続した断片とあらゆる構図と文体の箇所が一致するゆえに、少なくともすべて揃った1組が、16世紀後半まで存続し保管されていたことは間違いないようである。まったく、カラッチ版の彫板工が大英博物館の断片を見ることができ、それらから自身の作品を再構築しなかった限り、偶然であるにはあまりに類似点が多いのである。 しかし、アレティーノのソネットのテクストは残存した。

## 後世の版

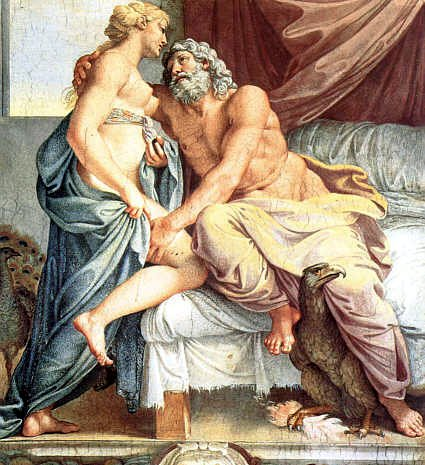
アンニーバレ・カラッチの『Loves of the Gods』

性交体位に関する写実的で露骨な連作物は、カミッロ・プロカッチーニ  (Camillo Procaccini)  、あるいはより可能性が高いのは、 アレティーノの詩が後に再版されたものに対しアゴスティーノ・カラッチによって 制作された。
宗教美術を奨励し世俗的・大衆的美術を制限する芸術家たちの働きにもかかわらず、これらの作品はトリエント公会議の影響下にも存在していた。これら作品は、パリで1798年に印刷された作品、「L`Aretin d`Augustin Carrache ou Receuil de Postures Erotiques, d`apres les Gravures a l`eau-forte par cet Artiste celebre」によって最も有名となった。（題名の日本語訳は『アゴスティーノ・カラッチの『アレティーノ』またはエロチックな姿の概説 - カラッチの版画にちなんで - 。この有名な芸術家による』。「この有名な芸術家」とは、Jacques Joseph Coiny (1761年 - 1809年)である）
アゴスティーノ・カラッチの弟アンニーバレ・カラッチはまた、ローマのパラッツォ・ファルネーゼ（彼ら両方が影響を受けたファルネーゼのヘラクレス  (Farnese Hercules)  が収納されている所）のために、『Loves of the Gods』という手の込んだフレスコ画を完成させた。これらの図画は、オウィディウスの『変身物語』に拠って描かれて、裸の姿を含んでいるが、（セクシャルな版画とは対照的に）露骨な表現ではない。直接メイキング・ラブを表現するよりむしろそれをほのめかしたものである。

### 古典的手法
さまざまな要素が、これらの版画を古典的かつ学究的な上品さに包むのに用いられている。
- 絵画は名目上、古典的な物語や神話から性行為をしている恋人たち（例えばアントニウスとクレオパトラ）あるいは夫婦の神（例えばユーピテルとユーノー）といった有名なカップルを描写し、それに見合った題名をつけられた。次の絵画が関連している。
  - 彼らといつも一緒に描かれる物を絵の中に描くことで、彼らを描いた作品と判定される。たとえば、
    - クレオパトラの食事、左下
    - アキレウスの盾と兜、左下
    - ヘーラクレースの傍らに彼の獅子の皮と棍棒
    - マールスと彼の甲冑
    - 羊飼いをしているパリス
    - 葉の着いた蔓の冠とブドウ（右下）を持っているバッカス

  - 彼らが登場する最も有名な神話や歴史的な出来事を参考にしたもの
    - マールスとウェヌス - ウェヌスの夫ウゥルカーヌスが彼らを捕らえるために設計した網の下
    - アイネイアースとディードー - 『アエネーイス』の『Book 4』で洞窟内での彼らの性交が言及されている
    - テーセウスがナクソス島のアリアドネーの元を去り、バッカスが彼女を見つけて結婚した[12]
    - 大ユリアの多方面での不倫
    - Juvenal の『Satire VI』であげつらわれたような、メッサリナの売春への関与

  - こうした人間や神々の描写における、他のルネッサンスと古典での比喩に使う表現は以下のようなものがある。
    - マールスの黒髪および日に焼けた肌と、彼の相手のウェヌスの日焼けしていない白い肌および金髪との間の対比[13]
    - ユーピテルのたっぷりとした顎髭 [14]
- 口絵の図画は、標題にも書かれている ウェヌス・ゲネトリクス（英語版） であり、[15] 古典の出典にあるように、女神は全裸で、鳩によって引かれる2輪戦車が描かれている。
- 描写されるこうした肉体は、当時有名であった古典的彫像から明らかに影響を受けていることを表している。たとえば、
  - 男性の過剰なほど筋肉のついた胴体と背中[16]（ラオコオンとその息子たち、ベルヴェデーレのトルソ (Belvedere Torso) 、そしてファルネーゼのヘラクレス  (Farnese Hercules)  といった彫像に基づいて描いた）。[17]
  - 小さな乳房であっても明らかに女性を定義した（メディチ家のヴィーナス（英語版） およびクニドスのアプロディーテーのような例から描かれた）[18]
  - たとえばウェヌス、ユーノーもしくはクレオパトラといった、女性の数名の手の込んだ髪型 （これらのような、ローマ帝国時代の上半身の姿に由来する）。
- 古代ギリシアの聖域あるいは寺院のような古典的な「舞台装置」において性行為を描写する
- 『プリアポスの崇拝』が彫られたputeal（井戸周りの彫刻）の上部の、プリアーポスあるいはパーンの像に着いた、大きく勃起したファロスは、この時点で考古学的に発見され始めていた古典的な彫刻と絵画（このフレスコ画のような）の例に由来している。[19]

### 古くからの美術との違い
作品は、古典的な学問が軽視されていることを示すように、古典的な文学、性愛文学、神話、美術からさまざまな点で逸脱し、明らかに製作時点での現代的な舞台設定に変更されている。
- 男性 (sexual partner) の大きなペニス（プリアーポスではないが）は古典文学から借りてきた造形というよりむしろ芸術家によって創案されている。古典的な芸術において理想とされたペニスは大きくはなく、小さかった（先に示したように、プリアーポスの例に関しては、大きなペニスは滑稽な男性あるいは豊穣神のシンボルとして認知されている）。
- 題名『Polyenus とクリュセイス』にあっては、実際に神話に登場する人物クリューセーイスに、架空の人物 Polyenus をペアにしている。
- 題名『アルキビアデスとグリュケラ』では、異なる時代の歴史的な2人の人物 - 紀元前5世紀のアルキビアデスと紀元前4世紀のグリュケラ  (Glycera (courtesan))  - をペアにしている。
- 女性のサテュロスは古典的な神話には登場しないが、この作品では2回登場している（『サテュロスとその妻』および『プリアポスの崇拝』）。[20]
- この作品でのすべての女性と女神（もっともはっきりしているのが『ウェヌス・ゲネトリクス』）は股間に陰毛がない（古典的な裸婦の彫像と同様である）が、女性器ははっきりと現れている（古典的な彫像と異なる）。[21]
- 現代的な家具の例
  - さまざまなスツールとクッションが、絵に描かれた人物が体を支えるため、それ以外の場合は適切な位置に彼らの体を持ち上げるために使われる（たとえばこの例）
  - 他の性具（例えば右下の鞭）
  - 16世紀ふうの、飾りのついたカーテン、彫刻、タッセルを施したクッション、ベッドの柱、などが備えられたベッド

## 内容の一覧
註：これらの版画は、18世紀後半にオリジナル作品を再現したものである。（この後にも、影響を与えられた性愛を扱う芸術が次々に現れた。たとえばポール・アヴリル などである。）
| 絵 | No. | 題名 (日本語訳)                         | 男性側                           | 女性側                 | 性交体位                                                                 | 備考                                                                             |
| -- | --- | --------------------------------------- | -------------------------------- | ---------------------- | ------------------------------------------------------------------------ | -------------------------------------------------------------------------------- |
|    | 1   | ウェヌス・ゲネトリクス                  | -                                | ウェヌス・ゲネトリクス | -                                                                        | -                                                                                |
|    | 2   | パリスとオイノーネー                    | パリス                           | オイノーネー           | 臥位、男性が上                                                           |                                                                                  |
|    | 3   | アンジェリーク と Medor                 | Medor                            | アンジェリーク         | 騎乗位                                                                   | ロラン（リュリの歌劇）の登場人物                                                 |
|    | 4   | サテュロスとニュンペー                  | サテュロス                       | ニュンペー             | 正常位（男性が上位で立っており、女性が横になっている）                   |                                                                                  |
|    | 5   | ユリアと競技者                          | ある競技者                       | 大ユリア               | 騎乗位（女性が立っている）                                               | 女性がペニスを導いている                                                         |
|    | 6   | ヘーラクレースとデーイアネイラ          | ヘーラクレース                   | デーイアネイラ         | 対面立位（女性は男性によって支えられている）                             |                                                                                  |
|    | 7   | マールスとウェヌス                      | マールス                         | ウェヌス               | 対面（騎乗位）                                                           |                                                                                  |
|    | 8   | プリアーポス崇拝                        | パーンもしくは男性の サテュロス  | 女性の サテュロス      | 対面（男性は立ち、女性は座っている）                                     |                                                                                  |
|    | 9   | アントニウスとクレオパトラ              | マルクス・アントニウス           | クレオパトラ           | 側位（男性が右に）もしくは並んで向かい合う姿勢                           |                                                                                  |
|    | 10  | バッカスとアリアドネー                  | バッカス                         | アリアドネー           | 後背位 - 全面的に女性が支えられている                                    | この配置では当然のように女性の脚は跪かず上がっている                             |
|    | 11  | Polyenosとクリュセイス                  | Polyenos (架空人)                | クリューセーイス       | 正常位（男性が上位で立っている、女性は仰向けになっている）               |                                                                                  |
|    | 12  | サテュロスとその妻                      | 男性のサテュロス                 | 女性のサテュロス       | 対面（男性は立ち、女性は座っている）                                     |                                                                                  |
|    | 13  | ユーピテルとユーノー                    | ユーピテル                       | ユーノー               | 立位（男性は立っている/跪いている、 女性は支えられている。）             |                                                                                  |
|    | 14  | 'Lisica'のブースの中のメッサリナ        | 売春宿の客                       | メッサリナ             | 対面（女性は横になり、男性が立っている）                                 |                                                                                  |
|    | 15  | アキレウスとブリセイース                | アキレウス                       | ブリセイース           | 立位（男性は女性を全面的に支えている）                                   |                                                                                  |
|    | 16  | オウィディウスとコリンナ                | オウィディウス                   | コリンナ               | 対面（男性が上位、自身のヴァギナに勃起したペニスを導く女性）             | 彼の体の外側に彼女の脚があることによって挿入が深まっている女性。                 |
|    | 17  | アエネアスとディド （クピードーを伴う） | アエネアース                     | ディードー             | 左手の人差し指でのフィストファック（他の絵と比較すると肌の露出が少ない） | 胸の周りの（湿ったTシャツ）のおかげで裸の体がより見えにくい                      |
|    | 18  | アルキビアデスとグリュケラ              | アルキビアデス                   | グリュケラ             | 正常位（男性は上位で立っている、女性は仰向けで脚を上げている）           | 男性はまた、足掛けの上にある右脚によって、膣に対して都合がよい高さに上がっている |
|    | 19  | パンドラ                                | ?エピメーテウス (王冠を被った姿) | パンドーラー           | 側位                                                                     | 蝋燭を持つ少年には古典文学的な出典があるかもしれない。                           |